# La Magdeleine (Charente)
La Magdeleine település Franciaországban, Charente megyében. Lakosainak száma 117 fő (2022. január 1.). La Magdeleine Empuré, La Forêt-de-Tessé, Montjean, Paizay-Naudouin-Embourie, Theil-Rabier, Villefagnan és Villiers-le-Roux községekkel határos.

## Népesség
A település népessége az elmúlt években az alábbi módon változott:
| Lakosok száma | 153  | 129  | 125  | 119  | 134  | 129  | 114  | 110  | 114  | 117  |
|               | 1968 | 1982 | 1990 | 2006 | 2013 | 2015 | 2017 | 2019 | 2020 | 2022 |